# Symbol of Life
Symbol of Life es el noveno álbum de estudio de Paradise Lost. Recupera parte del sonido pesado que la banda tiene hasta Draconian Times, incluso percibiéndose algún uso de las voces raspadas y duras que Nick Holmes usaba en esos tiempos. El álbum abraza los terrenos del metal industrial usando sus samples y bases mientras la voz de Nick Holmes es en general "robotizada", aunque al mismo tiempo el álbum muestra a la banda alejándose de su sonido basado en el sintetizador y los teclados.

## Lista de canciones
1. "Isolate" – 3:43
2. "Erased" – 3:31
3. "Two Worlds" – 3:29
4. "Pray Nightfall" – 4:11
5. "Primal" – 4:23
6. "Perfect Mask" – 3:46
7. "Mystify" – 3:49
8. "No Celebration" – 3:45
9. "Self-Obsessed" – 3:07
10. "Symbol of Life" – 3:55
11. "Channel for the Pain" – 3:53
12. "Xavier" (cover de Dead Can Dance) – 6:04
13. "Smalltown Boy" (cover de Bronski Beat) – 5:20

Las canciones 12 y 13 son bonus-tracks de la edición limitada

## Créditos
- Nick Holmes - Voz
- Gregor Mackintosh - Guitarra, Teclados, Programación
- Aaron Aedy - Guitarra
- Stephen Edmondson - Bajo
- Lee Morris - Batería

Músicos adicionales
- Rhys Fulber - Teclados, Programación
- Jamie Muhoberac - Teclados (en las canciones 1, 2, 4 y 11)
- Chris Elliott - Piano, Arreglos de cuerda (en las canciones 8 y 10)
- Lee Dorian - Voz (en la canción 2)
- Joanna Stevens - Voz (en las canciones 2, 5 y 7)

- Datos: Q1929889